# Euphyia chinensis
Euphyia chinensis är en fjärilsart som beskrevs av Sterneck 1928. Euphyia chinensis ingår i släktet Euphyia och familjen mätare. Inga underarter finns listade i Catalogue of Life.